# Yelicones nigromarginatus
Yelicones nigromarginatus är en stekelart som beskrevs av Donald L.J. Quicke och Kruft 1995. Yelicones nigromarginatus ingår i släktet Yelicones och familjen bracksteklar. Inga underarter finns listade i Catalogue of Life.